# MC Pieps
MC Pieps ist eine anthropomorphe Maus aus dem Franchise zu Mira Show (Eigenschreibweise: MiRA Show).

## Hintergrund
Die Mira Show startete als Podcast während der COVID-19-Pandemie und entwickelte sich zu einem Kindermedienprojekt rund um die mentale Gesundheit von Kindern. Zu den Medien zählen neben dem Podcast die Hörspielreihe MiRA und das fliegende Haus auf dem Label Europa, Kinderbücher, Tonies sowie Spielzeug. Hinter Mira steckt eine Tübinger Künstlerin und gelernte Musiktherapeutin.
Hauptcharaktere sind neben der Podcasterin Mira, die sich selbst als Hauptcharakter in die Show schrieb, der sprechende Kater Kopernikus und die sprechende Maus MC Piep. MC Piep wird gesprochen von Schlakks, einem Rapper aus Dortmund.
Am 28. März 2025 erschien das Album Niemand ist zu klein, um groß zu sein! als CD und MC-Pieps-Box mit diversen Gimmicks. Das Album mit Kinderrap-Liedern erreichte in der Veröffentlichungswoche Platz 9 der deutschen Albencharts. Auf dem Album sind unter anderem Cassandra Steen, Lina Maly, Deine Freunde und Sukini als Gäste zu hören.